# Họ Cá tai tượng
Họ Cá tai tượng (danh pháp Osphronemidae) gồm các loài cá nước ngọt thuộc Bộ Cá vược. Cá có nguồn gốc từ châu Á.

## Các loài
Có khoảng 133 loài ở 14 chi:
- Phân họ Belontiinae: 1 chi, 2 loài.
  - Chi Belontia
    - Belontia hasselti (Cuvier, 1831): Cá rô dẹp đuôi hoa.
    - Belontia signata (Günther, 1861).
- Phân họ Macropodusinae: 6 chi, 108 loài
  - Chi Betta
    - Betta akarensis Regan, 1910.
    - Betta albimarginata Kottelat & Ng, 1994.
    - Betta anabatoides Bleeker, 1851.
    - Betta antoni Tan & Ng, 2006.
    - Betta apollon Schindler & Schmidt, 2006.
    - Betta aurigans Tan & Lim, 2004.
    - Betta balunga Herre, 1940.
    - Betta bellica Sauvage, 1884.
    - Betta breviobesa Tan & Kottelat, 1998.
    - Betta brownorum Witte & Schmidt, 1992.
    - Betta burdigala Kottelat & Ng, 1994.
    - Betta channoides Kottelat & Ng, 1994.
    - Betta chini Ng, 1993.
    - Betta chloropharynx Kottelat & Ng, 1994.
    - Betta coccina Vierke, 1979.
    - Betta compuncta Tan & Ng, 2006.
    - Betta cracens Tan & Ng, 2005.
    - Betta dennisyongi Tan, 2013.
    - Betta dimidiata Roberts, 1989.
    - Betta edithae Vierke, 1984.
    - Betta enisae Kottelat, 1995.
    - Betta falx Tan & Kottelat, 1998.
    - Betta ferox Schindler & Schmidt, 2006.
    - Betta foerschi Vierke, 1979.
    - Betta fusca Regan, 1910.
    - Betta gladiator Tan & Ng, 2005.
    - Betta hendra Schindler & Linke, 2013.
    - Betta hipposideros Ng & Kottelat, 1994.
    - Betta ibanorum Tan & Ng, 2004.
    - Betta ideii Tan & Ng, 2006.
    - Betta imbellis Ladiges, 1975: Cá lia thia mang xanh
    - Betta krataios Tan & Ng, 2006.
    - Betta kuehnei Schindler & Schmidt, 2008.
    - Betta lehi Tan & Ng, 2005.
    - Betta livida Ng & Kottelat, 1992.
    - Betta macrostoma Regan, 1910.
    - Betta mandor Tan & Ng, 2006.
    - Betta midas Tan, 2009.
    - Betta miniopinna Tan & Tan, 1994.
    - Betta obscura Tan & Ng, 2005.
    - Betta ocellata de Beaufort, 1933.
    - Betta pallida Schindler & Schmidt, 2004.
    - Betta pallifina Tan & Ng, 2005.
    - Betta pardalotos Tan, 2009.
    - Betta patoti Weber & de Beaufort, 1922.
    - Betta persephone Schaller, 1986.
    - Betta pi Tan, 1998.
    - Betta picta (Valenciennes, 1846).
    - Betta pinguis Tan & Kottelat, 1998.
    - Betta prima Kottelat, 1994.
    - Betta pugnax (Cantor, 1849).
    - Betta pulchra Tan & Tan, 1996.
    - Betta raja Tan & Ng, 2005.
    - Betta renata Tan, 1998.
    - Betta rubra Perugia, 1893.
    - Betta rutilans Witte & Kottelat, 1991.
    - Betta schalleri Kottelat & Ng, 1994.
    - Betta siamorientalis Kowasupat, Panijpan, Ruenwongsa & Jeenthong, 2012.
    - Betta simorum Tan & Ng, 1996.
    - Betta simplex Kottelat, 1994.
    - Betta smaragdina Ladiges, 1972.
    - Betta spilotogena Ng & Kottelat, 1994.
    - Betta splendens Regan, 1910: Cá lia thia mang đỏ
    - Betta stiktos
    - Betta strohi Schaller & Kottelat, 1989.
    - Betta taeniata Regan, 1910.
    - Betta tomi Ng & Kottelat, 1994.
    - Betta tussyae Schaller, 1985.
    - Betta uberis Tan & Ng, 2006.
    - Betta unimaculata (Popta, 1905).
    - Betta waseri Krummenacher, 1986.

  - Chi Macropodus
    - Macropodus baviensis Nguyen & Nguyen, 2005
    - Macropodus erythropterus Freyhof & Herder, 2002: Cá cờ đỏ
    - Macropodus hongkongensis Freyhof & Herder, 2002.
    - Macropodus lineatus Nguyen, Ngo & Nguyen, 2005.
    - Macropodus ocellatus (de Beaufort, 1933): Cá cờ đuôi quạt
    - Macropodus oligolepis Nguyen, Ngo & Nguyen, 2005.
    - Macropodus opercularis (Linnaeus, 1758): Cá cờ sọc
    - Macropodus phongnhaensis Ngô, Nguyen & Nguyen, 2005.
    - Macropodus spechti Schreitmüller, 1936: Cá cờ đen

  - Chi Malpulutta
    - Malpulutta kretseri Deraniyagala, 1937.

  - Chi Parosphromenus
    - Parosphromenus alfredi Kottelat & Ng, 2005.
    - Parosphromenus allani Brown, 1987.
    - Parosphromenus anjunganensis Kottelat, 1991.
    - Parosphromenus bintan Kottelat & Ng, 1998.
    - Parosphromenus deissneri (Bleeker, 1859).
    - Parosphromenus filamentosus (Oshima, 1919).
    - Parosphromenus gunawani Schindler & Linke, 2012.
    - Parosphromenus harveyi Brown, 1987.
    - Parosphromenus linkei Kottelat, 1991.
    - Parosphromenus nagyi Schaller, 1985.
    - Parosphromenus opallios Kottelat & Ng, 2005.
    - Parosphromenus ornaticauda Kottelat, 1991.
    - Parosphromenus pahuenis Kottelat & Ng, 2005.
    - Parosphromenus paludicola Tweedie, 1952.
    - Parosphromenus parvulus Vierke, 1979.
    - Parosphromenus phoenicurus Schindler & Linke, 2012.
    - Parosphromenus quindecim Kottelat & Ng, 2005.
    - Parosphromenus rubrimontis Kottelat & Ng, 2005.
    - Parosphromenus sumatranus Klausewitz, 1955.
    - Parosphromenus tweediei Kottelat & Ng, 2005.

  - Chi Pseudosphromenus
    - Pseudosphromenus cupanus (Cuvier, 1831).
    - Pseudosphromenus dayi (Köhler, 1908).

  - Chi Trichopsis: Cá thanh ngọc
    - Trichopsis pumila (Arnold, 1936): Cá thanh ngọc lùn
    - Trichopsis schalleri (Kottelat & Ng, 1994).
    - Trichopsis vittata (Cuvier, 1831): Cá thanh ngọc chấm
- Phân họ Luciocephalinae: 4 chi, 9 loài.
  - Chi Ctenops
    - Ctenops nobilis McClelland, 1845.

  - Chi Luciocephalus
    - Luciocephalus aura (Tan & Ng, 2005).
    - Luciocephalus pulcher (Gray, 1830).

  - Chi Parasphaerichthys
    - Parasphaerichthys lineatus Britz & Kottelat, 2002.
    - Parasphaerichthys ocellatus (de Beaufort, 1933).

  - Chi Sphaerichthys
    - Sphaerichthys acrostoma Vierke, 1979.
    - Sphaerichthys osphromenoides Canestrini, 1860: Cá sặc Sô cô la
    - Sphaerichthys selatanensis Vierke, 1979.
    - Sphaerichthys vaillanti Pellegrin, 1930.
- Phân họ Osphroneminae: 1 chi, 4 loài. 
  - Chi Osphronemus
    - Osphronemus exodon Roberts, 1994
    - Osphronemus goramy Lacépède, 1801: Cá tai tượng
    - Osphronemus laticlavius Roberts, 1992
    - Osphronemus septemfasciatus Roberts, 1992
- Phân họ Trichogastrinae: 2 chi, 10 loài. 
  - Chi Trichogaster [3]
    - Trichogaster chuna (Hamilton 1822)
    - Trichogaster fasciata Bloch & Schneider 1801
    - Trichogaster labiosa Day 1877
    - Trichogaster lalius (Hamilton 1822): Cá sặc gấm

  - Chi Trichopodus [4]
    - Trichopodus cantoris (Günther 1861)
    - Trichopodus leerii (Bleeker 1852): Cá sặc trân châu
    - Trichopodus microlepis Günther 1861: Cá sặc điệp
    - Trichopodus pectoralis Regan 1910: Cá sặc rằn
    - Trichopodus poptae Low, Tan & Britz, 2014
    - Trichopodus trichopterus (Pallas 1770): Cá sặc ba chấm

## Hình ảnh

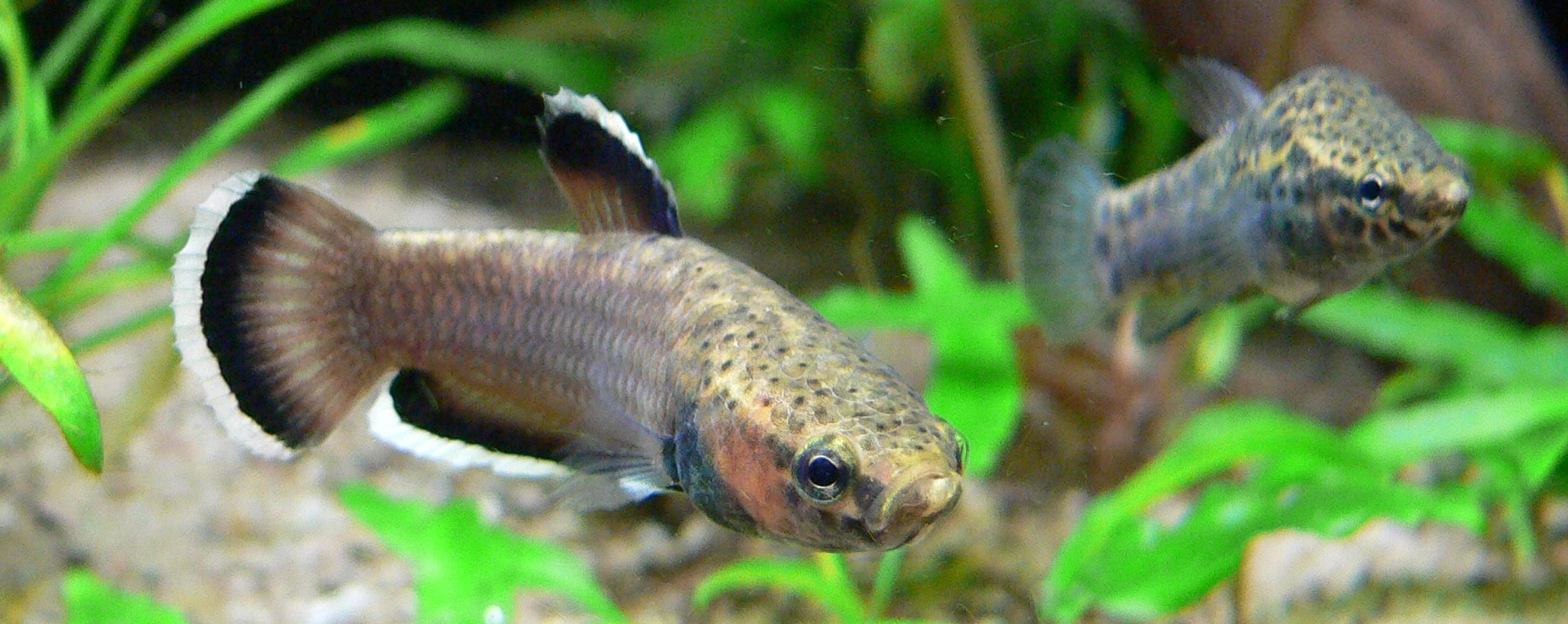
Betta albimarginata
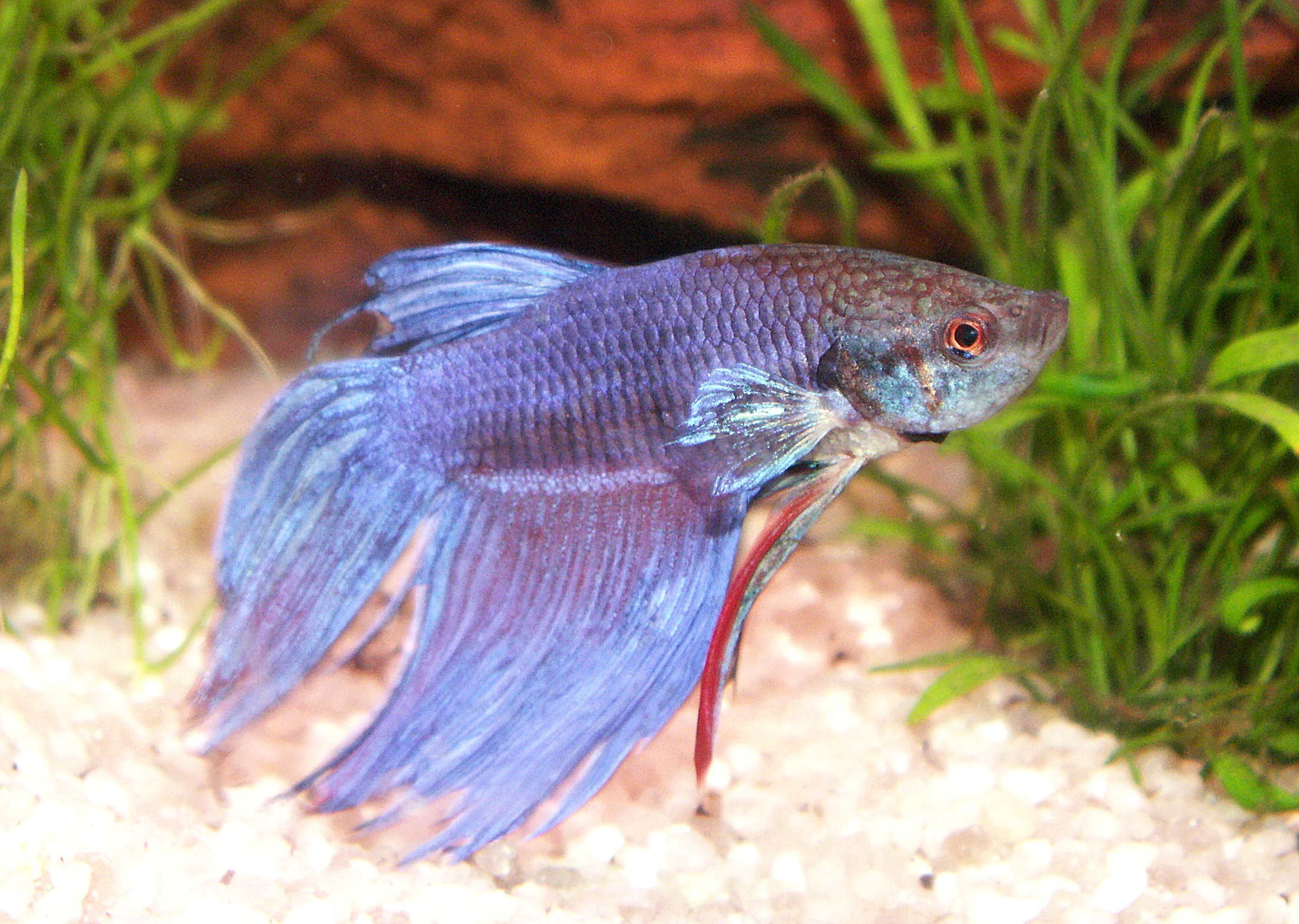
Cá xiêm (Betta splendens)
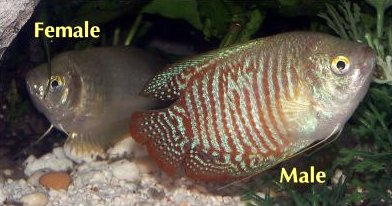
Colisa lalia
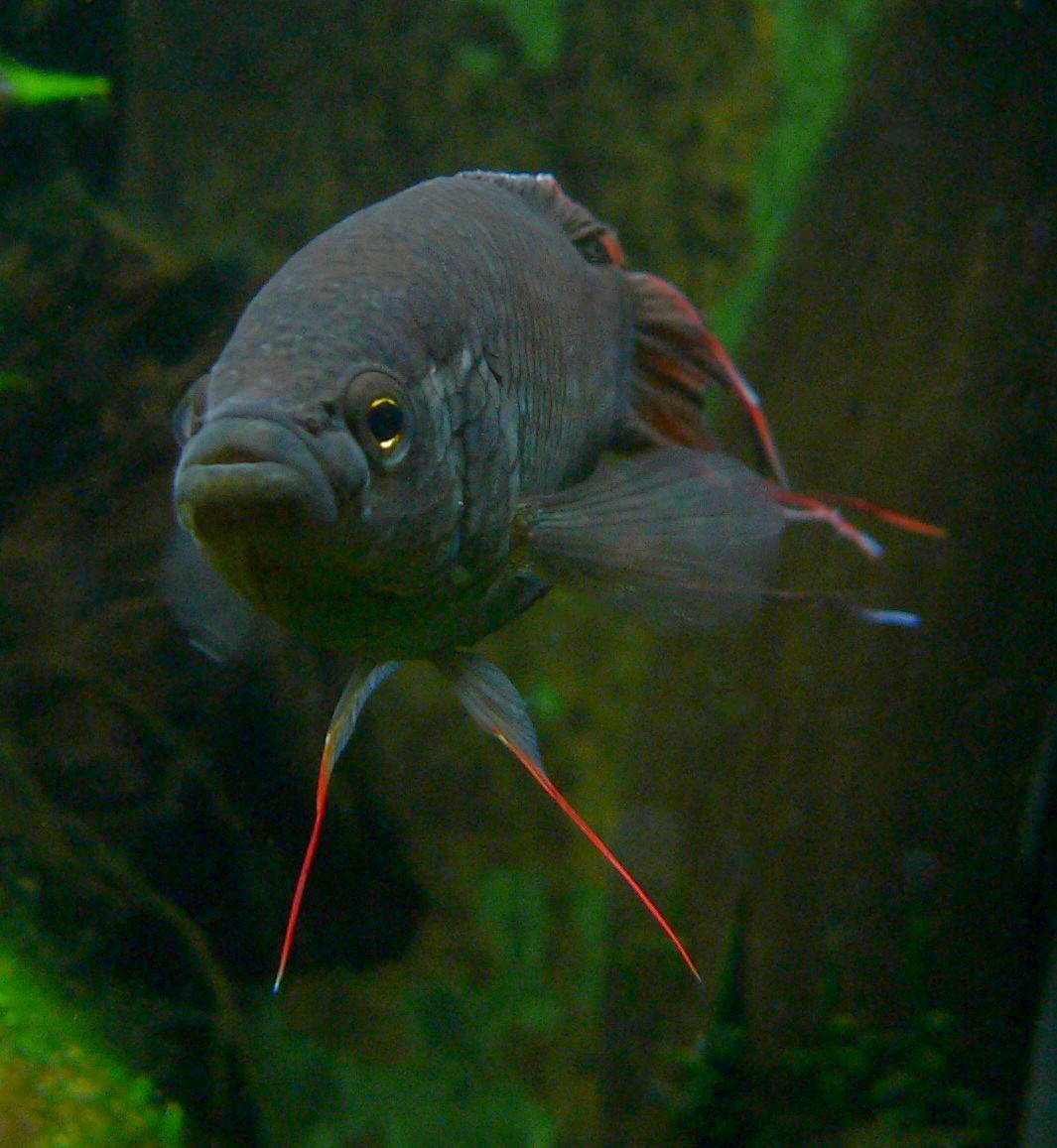
Cá cờ đỏ
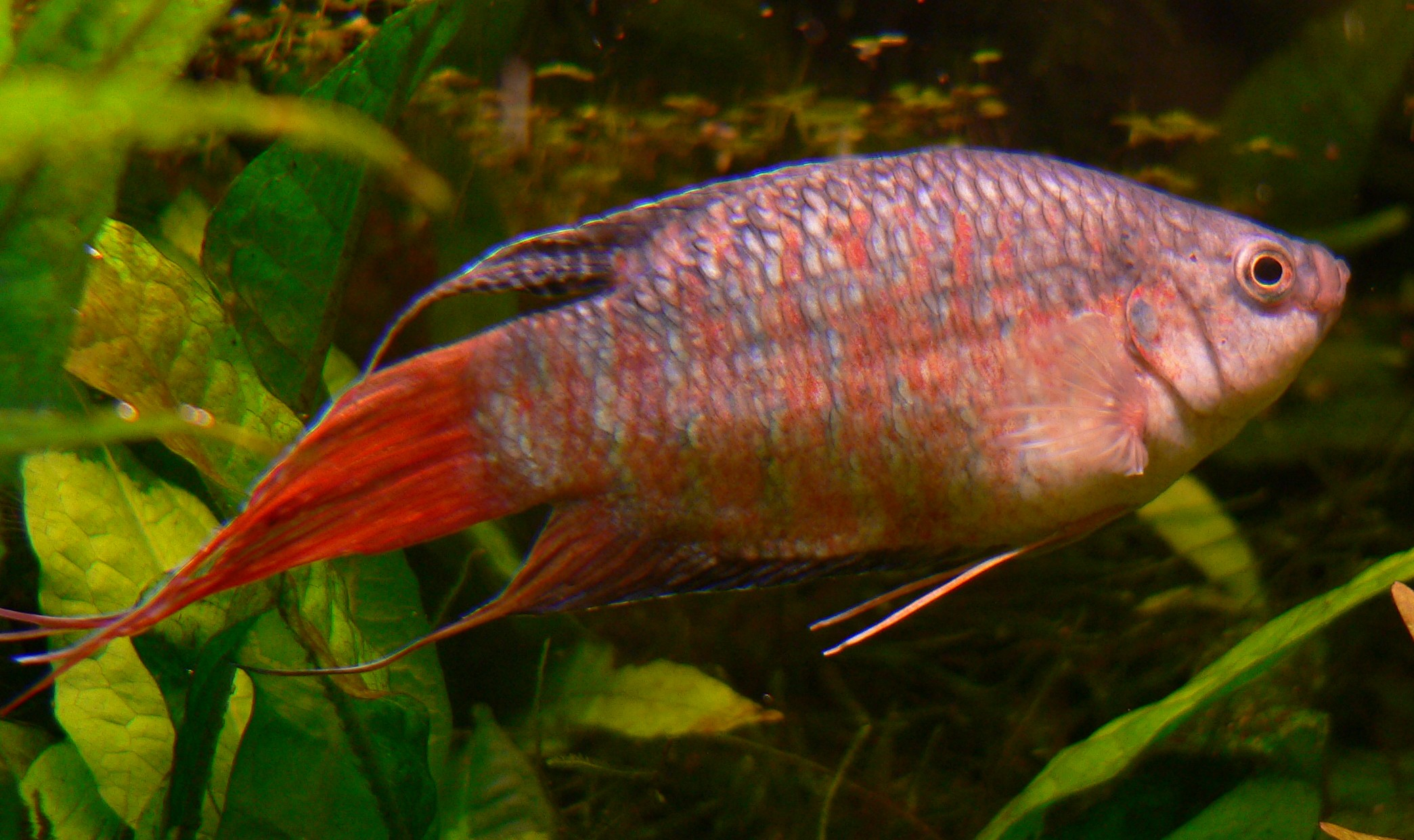
Cá cờ (Macropodus opercularis)
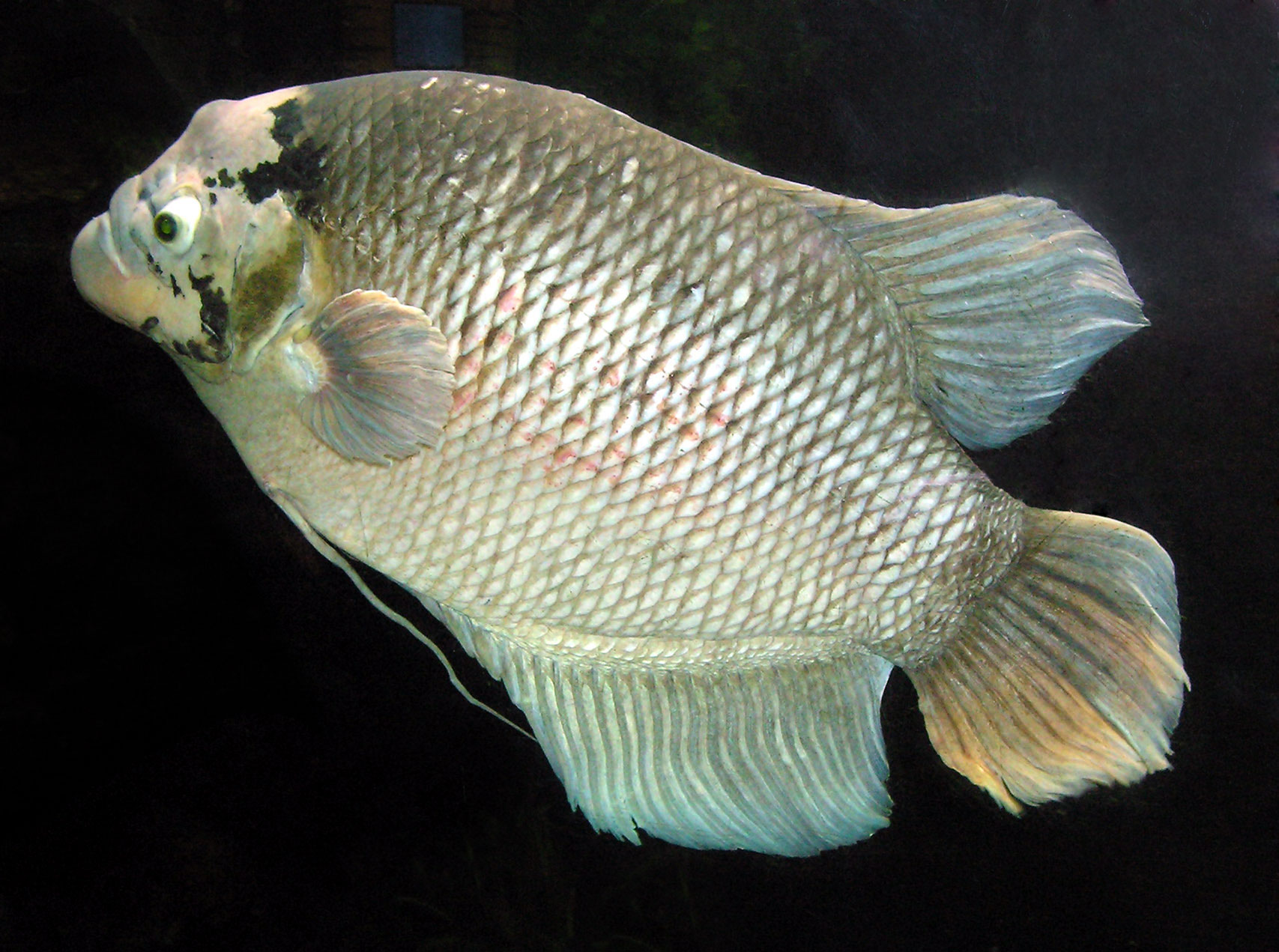
Cá tai tượng (Osphronemus goramy)
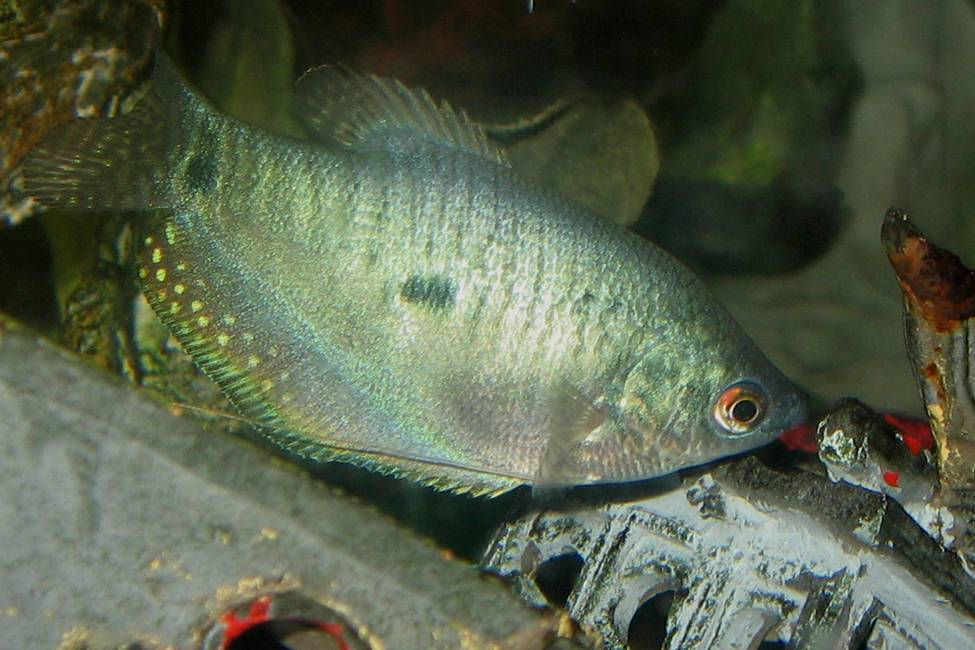
Cá sặc ba chấm (Trichopodus trichopterus)